# Наташа Водин
Наташа Водин (на немски: Natascha Wodin) (с истинско име Наталя Николайевна Вдовина) е немска писателка и преводачка от украино-руски произход, авторка на романи, разкази, стихотворения и дневници.

## Биография
Наташа Водин е родена през 1945 г. във Фюрт, Бавария като дете на съветски граждани, отвлечени в Германия за принудителен труд.
Израства в лагери за лица без убежище. Когато е единадесетгодишна, майка ѝ се самоубива. Баща ѝ, който се препитава като певец в казашки хор, праща Наташа и по-малката ѝ сестра в католически детски дом.
Когато бащата си намира работа в местна фабрика, Наташа заживява при него, но избягва от дома си, за да се спаси от бащиното насилие, и става безпризорна. По-късно работи като телефонистка и машинописка.
В началото на 70-те години завършва езиково училище и спада към първите устни преводачи, които след сключването на мирните договори с Източния блок работят за западногермански фирми и културни институти и могат да пътуват в Съветския съюз.
През 80-те години Водин живее временно в Москва и там среща редица известни писатели.
Изоставя професията на устен преводач и започва да превежда от руски художествена литература (между другото творби от Венедикт Ерофеев, Евгения Гинзбург, Андрей Битов, Павел Санаев).
След 1980 г. става писателка на свободна практика. От 1994 г. живее в Берлин и Мекленбург.
От 1994 до 2002 г. е женена за писателя Волфганг Хилбиг.

## Творчество
В произведенията си Наташа Водин разглужда преди всичко темата за изкореняването от родната среда, чуждостта и бездомничеството, темата за съществуването извън обществото и несъответствието между вътрешната и външна действителност.
Творбите ѝ са преведени на многобройни езици.

## Награди и отличия
- 1984: „Награда Херман Хесе“
- 1984: „Нюрнбергска награда“
- 1985: „Награда Андреас Грифиус“ (поощрение)
- 1988: Stipendium Künstlerhaus Edenkoben
- 1989: „Награда Братя Грим“
- 1990: Stipendium Akademie Schloss Solitude
- 1992: Stipendium Künstlerdorf Schöppingen
- 1998: „Награда Аделберт фон Шамисо“
- 2005: „Награда Волфрам фон Ешенбах“
- 2006: Kester-Haeusler-Ehrengabe der Deutschen Schillerstiftung von 1859
- 2009: „Награда Братя Грим“
- 2015: „Награда Алфред Дьоблин“
- 2017: „Награда на Лайпцигския панаир на книгата“ für Sie kam aus Mariupol
- 2017: „Награда Аугуст фон Платен“ für Sie kam aus Mariupol